# Sombras en la frontera
Sombras en la frontera es una película argentina en blanco y negro dirigida por Leo Fleider sobre guion de Francisco Madrid que se estrenó el 28 de agosto de 1951 y que tuvo como protagonistas a Eduardo Sandrini, Malvina Pastorino y Domingo Sapelli.

## Sinopsis
Episodios de la acción de la gendarmería contra el contrabando.

## Reparto
- Eduardo Sandrini …Alfredo Roldán
- Malvina Pastorino …Juana
- Domingo Sapelli …Comandante
- José de Angelis …El Mentao
- José María Pedroza …Gino
- Lalo Maura …Auxiliar Hurtado
- Luis Otero …Turco
- Enrique Chaico …Sousa
- Federico Mansilla …Hombre en yate
- Alita Román …Marga
- Elda Dessel …Refugiada
- Héctor Armendáriz …Luis
- Yuki Nambá …Mujer en bote
- Raúl Luar
- Francisco Audenino
- Alejo Rodríguez Crespo
- Alfredo Almanza
- Jorge Durán
- Hilda Soler
- Elvira Moreno
- Nélida Guerrero
- Gerardo Rodríguez
- César Nagle
- Ricardo de Rosas
- Nelly Sheila
- Andrés Laszlo
- María de Draskovich
- Andrés Komaromy
- Bluma Lorreine
- Susann Demonet
- Ángel Di Viani
- Ana Liton
- Bernardo Sau

## Comentarios
La crónica de la revista Set expresó: “Tema recio pero deshilvanado en el relato…pudo tener un más calificado tratamiento” y para Noticias Gráficas la película “pudo tener un ritmo que imprimiera a las acciones mayor rapidez para restarle frialdad a la exposición”.

## Premio
La Academia de Artes y Ciencias Cinematográficas de la Argentina le otorgó el premio Cóndor Académico a la actuación destacada femenina de 1951 a Malvina Pastorino por este filme.